# Suco de milho-verde

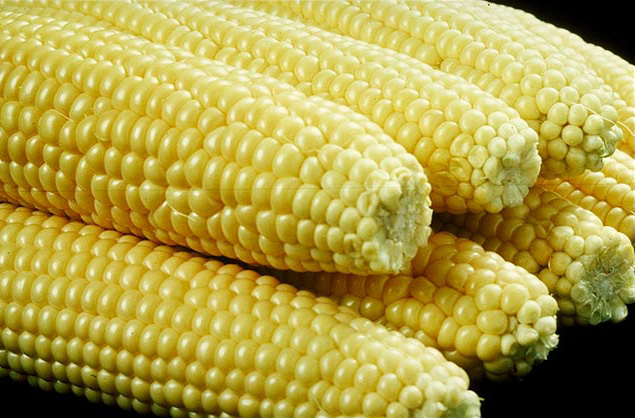
Espigas de milho-verde

Suco de milho-verde é uma bebida típica da culinária brasileira feita a base de milho-verde (também conhecido como milho doce), açúcar e leite, podendo ter também leite condensado, margarina ou  adoçante. Eventualmente, o leite bovino pode ser substituído por água ou leite de soja. Há formulações que prescrevem o uso de curau para o preparo do suco.
Atualmente, há versões industrializadas do produto, seja na forma líquida, ou base em pó para o preparo da bebida.
É um prato da culinária brasileira consumido durante todo o ano. Contudo, é tradicionalmente associado às festas juninas. O suco de milho também é uma bebida popular em alguns países como a China, por exemplo. Além de alguns outros países asiáticos e nos Estados Unidos.
Suas propriedades nutricionais são semelhantes às do milho, ou seja, é rico em carboidratos, vitaminas A, C e complexo B, fósforo e magnésio, além do caortenóide luteína e fibras.